# Magnolia tsiampacca
Magnolia tsiampacca este o specie de plante din genul Magnolia, familia Magnoliaceae. A fost descrisă pentru prima dată de Carl von Linné, și a primit numele actual de la Richard B. Figlar och Hans Peter Nooteboom.

## Subspecii
Această specie cuprinde următoarele subspecii:
- M. t. mollis
- M. t. tsiampacca
- M. t. glaberrima